# Kochaj mnie dziś
Kochaj mnie dziś (ang. Love Me Tonight) – amerykański film z 1932 roku w reżyserii Roubena Mamouliana. Minęło 5 lat od pojawienia się pierwszego filmu dźwiękowego. Fabuła tej operetki okazała się świetnym materiałem do wykorzystanie  szeregu wizualnych i dźwiękowych nowości technicznych, które pojawiły się w Hollywood. Reżyser doskonale wkomponował autentyczne dźwięki  z paryskiej ulicy, dialogi bohaterów i słowa piosenek, tworząc spójną całość.

## Fabuła
Maurice Courtelin paryski krawiec szukając arystokratycznego klienta, który nie zapłacił rachunku, za wykonaną usługę trafia do jego pałacu. Tam poznaję młodą  wrażliwą wdowę księżniczkę Jeanette. Jej ojciec próbuje znaleźć dla niej odpowiedniego męża. W tej sytuacji sprytny Maurice przedstawia się jako baron. Spotkanie tych dwojga ludzi pozwala śledzić ich romantyczne  perypetie, okraszone umiejętnie muzyką i humorem, których hasłem przewodnim jest "styl, urok i miłość". 

## Obsada
- Maurice Chevalier jako Maurice, baron Courtelin
- Jeanette MacDonald jako księżniczka Jeanette
- Charles Ruggles jako wicehrabia Gilbert de Varèze
- Charles Butterworth jako hrabia de Savignac
- Myrna Loy jako hrabina Valentine
- C. Aubrey Smith jako książę d'Artelines
- Elizabeth Patterson jako pierwsza ciotka
- Ethel Griffies jako druga ciotka
- Blanche Friderici jako trzecia ciotka
- Joseph Cawthorn jako doktor Armand de Fontinac
- Robert Greig jako Flammand
- Bert Roach jako Émile
- Gabby Hayes jako właściciel sklepu
- William H. Turner jako szewc

## Wyróżnienia
| Rok wyróżnienia | Amerykański Instytut Filmowy                 | Miejsce                                                                                               |
| --------------- | -------------------------------------------- | --- |
| 2004            | Lista 100 najlepszych piosenek wszech czasów | 73. miejsce „Isn't it Romantic?”, wyk. Maurice Chevalier, Bert Roach, Rolfe Sedan, Jeanette MacDonald |